# Sorihuela del Guadalimar
Sorihuela del Guadalimar é um município da Espanha na província de Jaén, comunidade autónoma da Andaluzia, de área 54 km² com população de 1258 habitantes (2005) e densidade populacional de 22,79 hab/km².

## Demografia
| Variação demográfica do município entre 1991 e 2004 | Variação demográfica do município entre 1991 e 2004 | Variação demográfica do município entre 1991 e 2004 | Variação demográfica do município entre 1991 e 2004 |
| --------------------------------------------------- | --------------------------------------------------- | --------------------------------------------------- | --------------------------------------------------- |
| 1991                                                | 1996                                                | 2001                                                | 2004                                                |
| 1404                                                | 1283                                                | 1317                                                | 1256                                                |